# Lluc (evangelista)
Lluc l'Evangelista fou deixeble de Pau de Tars i autor de l'Evangeli segons Lluc i dels Fets dels Apòstols, escrits tots dos als voltants de l'any 70. El seu símbol és un bou.

## Biografia
Lluc era natural d'Antioquia de l'Orontes, per tant no era jueu, això es veu quan Pau el separa dels circumcisos (Col. 4, 14), a més de ser un home més d'educació grega i de professió metge. Potser estava emparentat amb el diaca Nicolau "Nicolau, un prosèlit d'Antioquia", (Fets 6,5). Segons diu la tradició, formà part dels Setanta deixebles, grup de seguidors de Jesús, però segons l'exegesi les dates d'escriptura de les seves obres no concorden en el temps.
Els Fets dels Apòstols és el més llarg i millor redactat escrit del Nou Testament, per la seva elaboració del grec com sols una persona culta i sàvia podria fer en la seva època. Lluc es feu cristià molt de temps després i conegué Maria en una visita que va fer junt a Pau de Tars. D'això s'entén que Lluc era seguidor de Pau, qui l'anomenava "el metge estimat" (Col., 4, 14). Lluc va fer molts viatges amb Pau de Tars en el seu camí per l'evangelització, pel que se sap Pau no era un home sa i potser necessità l'ajut de Lluc per fer els seus viatges.

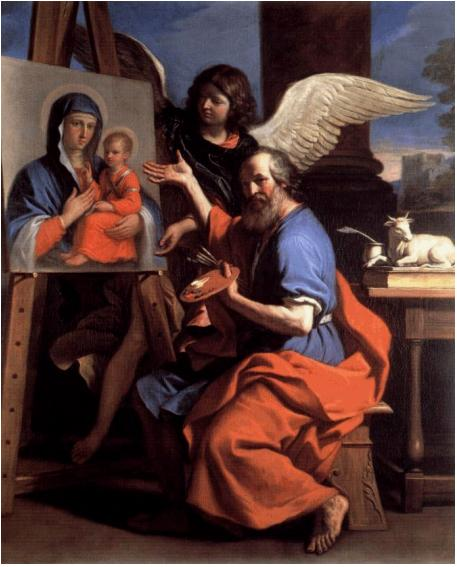
Sant Lluc pintant la Mare de Déu per Guercino
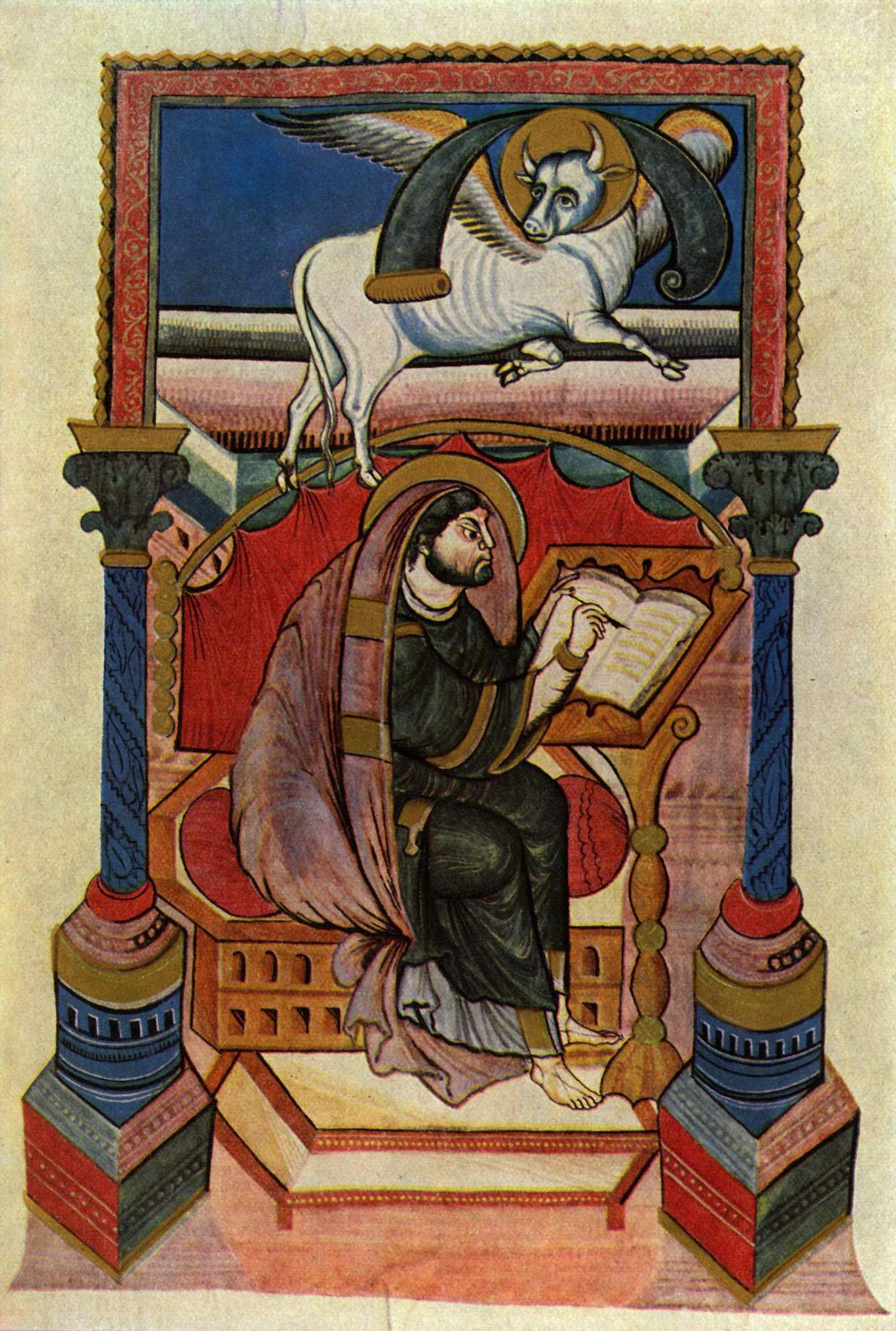
Frontispici de l'Evangeliari de Fulda (ca. 840)
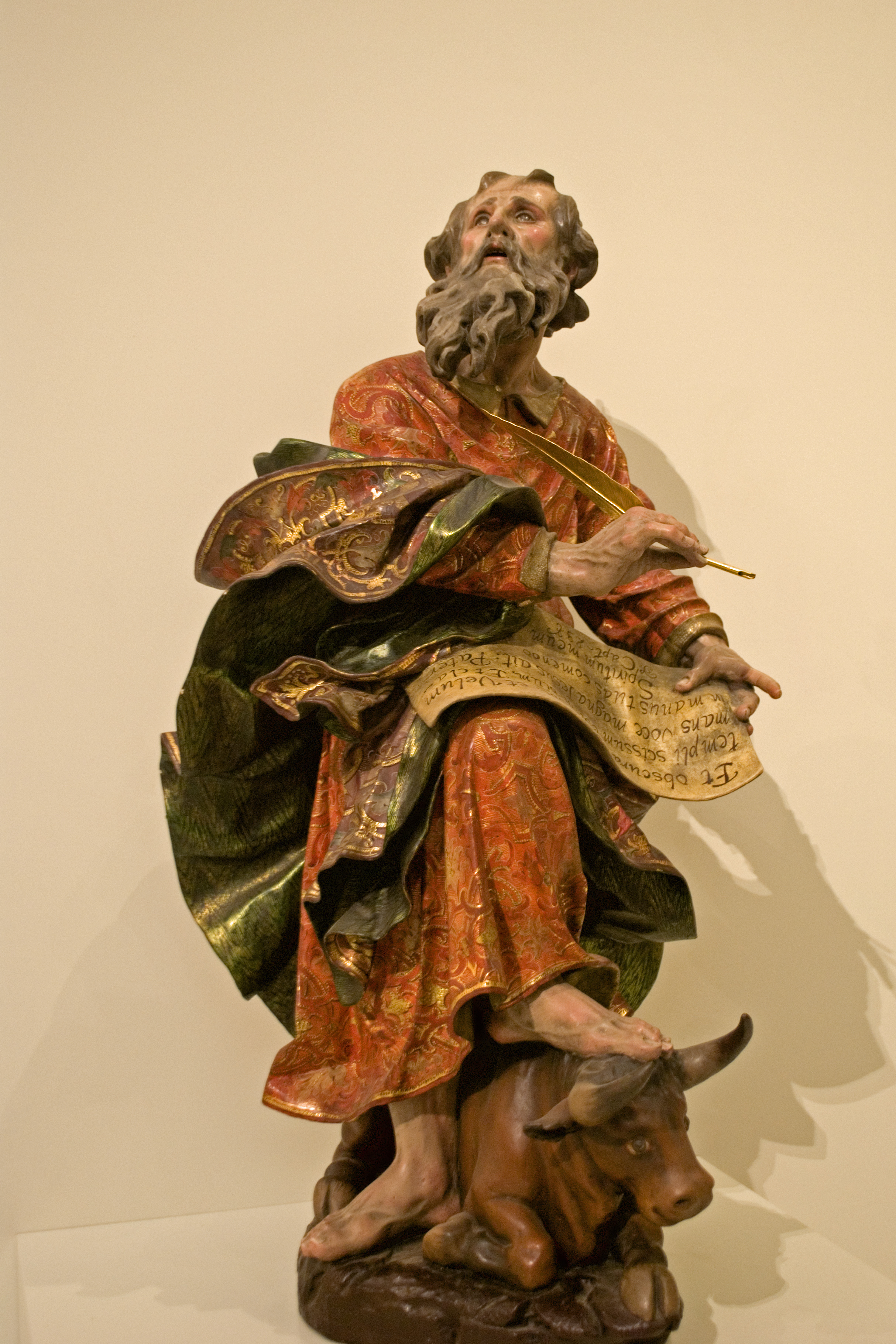
Talla de Francisco Ruiz Gijón (1695-1700); Sevilla

Després de la mort de Pere i Pau, no se sap bé el destí de Lluc; per a alguns, fou martiritzat; per a altres, morí de vell. El que sí que sabem és que va seguir predicant per les tradicions a Macedònia, Acaia i Galàcia i que suposadament morí a Beòcia o Dalmàcia.

## Veneració i sepulcre
Les seves restes van ser a Tebes, d'on van ser traslladades el 357 a la basílica dels Sants Apòstols de Constantinoble. D'allí van passar a Pàdua (on hi havia una important comunitat d'origen grec) cap al 740-771 amb motiu del moviment iconoclasta, i avui es veneren a la Basílica de Santa Justina. Davant una invasió, el 899, el sepulcre va ser amagat i no es va redescobrir fins al 1117, data des de la qual l'església esdevé lloc de pelegrinatge. En 1354, l'emperador Carles IV va fer traslladar el cap a la Catedral de Sant Vit de Praga, on és encara.

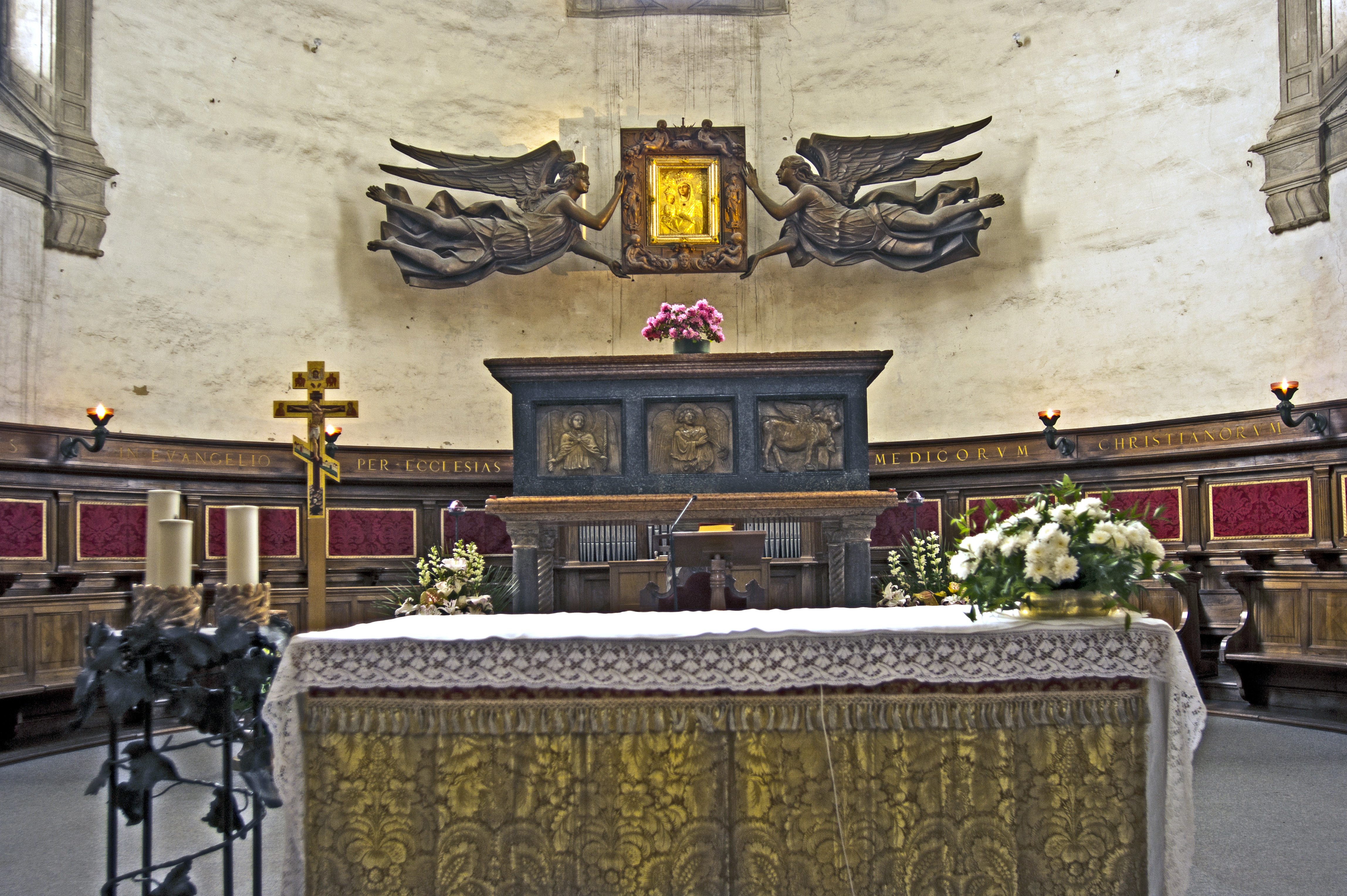
Tomba de Sant Lluc a Santa Giustina de Pàdua
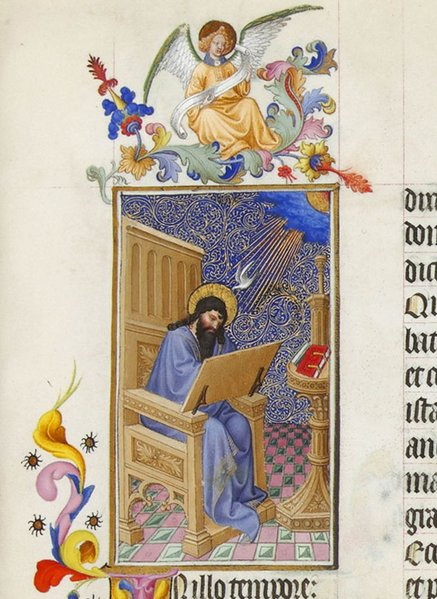
Très riches heures du Duc de Berry (s. XV); Chantilly, Musée Condé
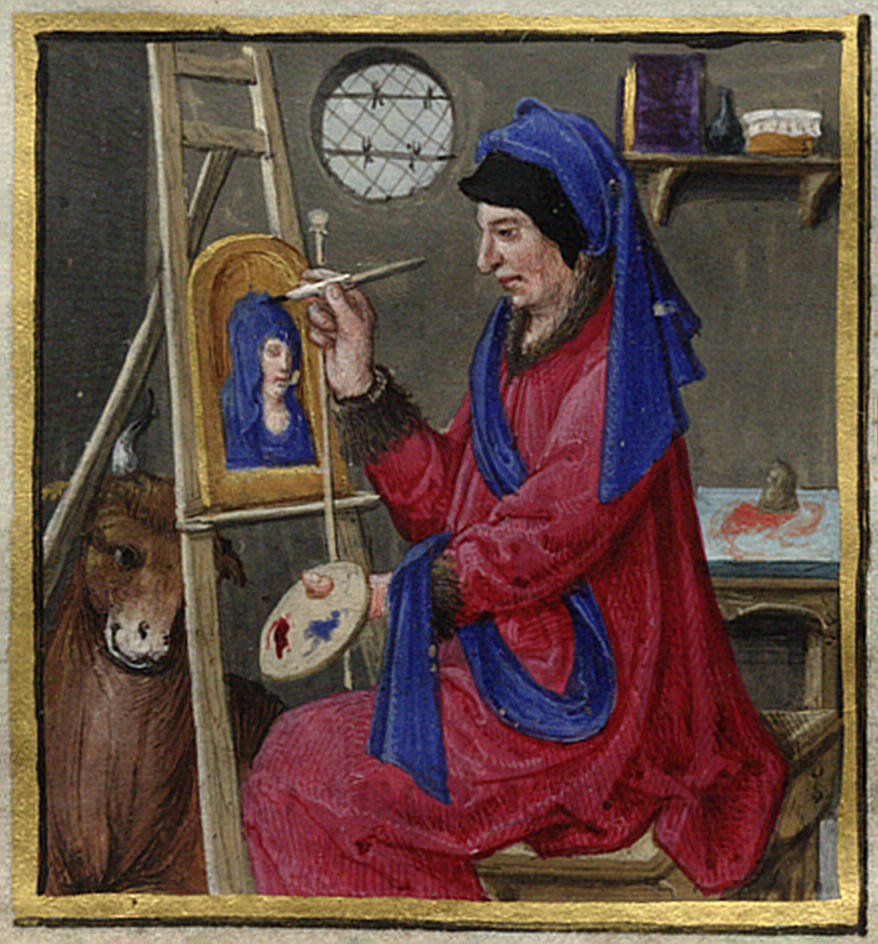
Miniatura a un llibre d'hores de 1533 (Washington, DC. Library of Congress, Rosenwald ms. 10)

El 1992, Jerònim, metropolità ortodox de Tebes, va demanar al bisbe de Pàdua un fragment de les relíquies del sant, per tal de dipositar-les al que havia estat la seva primera tomba, a Tebes. Arran de la petició, es van examinar les restes per esbrinar si realment eren de Sant Lluc. La recerca va durar de 1998 a 2001. L'anàlisi determinà que les restes materials que acompanyaven el cos (robes, tauletes amb inscripcions, etc.) provenien de la regió mediterrània oriental i podien datar-se al segle iv. Les restes del cos en si es poden datar entre el segle i i el IV i eren d'un home d'uns 75-85 anys, provinent dels pobles originaris de Síria i no d'origen grec. Això, sense poder-ho confirmar, feia versemblant que el cos fos realment de Sant Lluc. El 2000, el bisbe lliurà al metropolità de Tebes una costella de l'esquelet del sant, "la més propera al cor" perquè hi fos venerada.

## Iconografia
En l'art se'l representa portant o escrivint l'evangeli. Per la tradició que el feia pintor, també pot aparèixer pintant una imatge de la Mare de Déu. Al Tetramorf, el seu símbol és un bou o un toro.
Obresː
- Retaule de la Visitació. Segle XV. Catedral de Barcelona
- Relleu a un dels púlpits de la catedral de Tortosa
- La Mare de Déu de Sant Lluc, de Rogier Van der Weyden, c. 1435 (Museu de Belles Arts de Boston)
- Sant Lluc dibuixant la Mare de Déu, d'Hugo Van der Goes, c. 1480 (Lisboa, Museu Nacional d'Art Antic)
- Retaule de Sant Lluc, d'Andrea Mantegna, 1453-54 (MIlà, Pinacoteca de Brera)
- Sant Lluc, d'El Greco, 1608-1614